# Takt (musik)
 For alternative betydninger, se Takt. (Se også artikler, som begynder med Takt)
En takt er i en komposition en del af værket bestående af et antal grundslag bestemt af taktarten. Kan også defineres som en sammenfatning af noderne til grupper af samme tidsmæssige udstrækning.

## Typer af takter
Eksempler på taktarter kan være to fjerdedele eller tre ottendedele. En takt i en komposition, der går i to fjerdedele, består således af toner og pauser sammenlagt svarende til to fjerdedele. Taktarten er ikke bare en tilfældig inddeling, men angiver, hvilken betoning der benyttes. Der findes lige og skæve taktarter. De to førnævnte taktarter er lige, da der ikke er forskellige fortolkninger af betoningen, hvorimod en taktart som fem fjerdedele er skæv. Her kan man både inddele i 3 plus 2 og 2 plus 3. Hvor betoningen altså ligger på hhv. første og fjerde slag og første og tredje slag. Et kendt eksempel er Højt på en gren en krage som er af 3 plus 2-typen.
I starten af et stykke musik kan der være en optakt. Dette er en del af en takt, der bruges for ikke at starte lige på et betonet slag. Et eksempel kan være På loftet sidder nissen. Her ligger trykket på Lof og på er således en optakt. På noder starter sangen med en ottendedel af en takt og i slutningen er den sidste takt kortere svarende til startens forlængelse.
Mange sange har samme taktart fra start til slut, men det er også meget brugt især i den nyere klassiske musik at have skiftende taktarter ét eller mange steder i en komposition.

## Anvendelse
Opdelingen i takter er meget anvendeligt især i større værker, og til brug ved sammenspil. Her kan man anvende takterne til at være enige om, hvor man starter, mens man øver sig. Takterne er meget nødvendige i for eksempel symfoniorkestre, hvor man følger en dirigent. Der er inden for direktionen faste universelle regler for, hvordan der dirigeres i forskellige taktarter. Dermed kan musikkerne alle følge præcis hvor i stykket, musikken er nået.
I visse nyere stykker, især solokompositioner, bliver taktinddelingen ophævet i nogle afsnit eller hele kompositioner. Dette skyldes den meget flydende og kaotiske karakter, der nogle gange stræbes efter.

## Historie
I den ældste musik var musikken ikke inddelt i takter, men efter man begyndte at skrive musikken ned, og musikkens karakter også ændrede sig, inddelte man i takter. Takterne blev først brugt regelmæssigt i 1600-tallet. Nogle af de ældste salmer, vi stadig synger, har skiftende taktarter. Et meget markant eksempel er En rose så jeg skyde, som for mange (af den grund) er svær at synge.